# إدوارد إل. بيك
إدوارد إل. بيك (بالإنجليزية: Edward L. Beck)‏ هو صحفي أمريكي، ولد في 1959.